# Зоря (Кобринова Гребля)
«Зоря́» — український аматорський футбольний клуб з села Кобринова Гребля, що на,Тальнівщині, заснований ще у 1965 році, але у 2004 розпався. І тільки через 8 років місцеві ініціативні та активні хлопці відродили свою «Зорю». Найвищим досягненням команди у своїй новій історії стало здобуття титулу Чемпіона району 2016 року. Також команда не одноразово перемагала в розіграшах кубків району.
Команда перший володар кубку Звенигородського району 2023р..
Організатор команди - Шинкарюк Денис Анатолійович 
Командир команди — Коваленко Вадим Сергійович.
Найвідоміші гравці команди:Бривус Артем, Мороз Максим, Бондаренко Андрій, Новак Василь, Найдун Назар, Найдун Ярослав, Прудиус Олександр, Драгун Максим,Роздорожній Нікіта, Горбатюк Леонід, Петренко Олександр.
У команди дуже віддані вболівальники - Прилипко Аліна, Прилипко Марина, Храмий, Коваленко Лідія, Коломієць Наталія, Сердитий.